# Gino Stacchini
Gino Stacchini (ur. 18 lutego 1938 w San Mauro Pascoli) – włoski piłkarz, grający na pozycji napastnika, trener piłkarski.

## Kariera piłkarska

### Kariera klubowa
W 1955 rozpoczął karierę piłkarską w drużynie Juventusu, z którym czterokrotnie zdobył mistrzostwo Włoch. W sezonie 1967/68 bronił barw Mantovy. Następnie do 1970 występował w Cesenie.

### Kariera reprezentacyjna
13 grudnia 1958 roku debiutował w narodowej reprezentacji Włoch w meczu przeciwko Czechosłowacji (1:1). Łącznie strzelił 3 bramki w 6 meczach międzynarodowych.

## Kariera trenerska
W 1982 roku rozpoczął pracę trenerską w Avezzano. W latach 1992–1993 i 1994-1995 stał na czele Padovy. Potem prowadził Santarcangelo. 
W latach 60. przez osiem lat był w związku z Raffaella Carrà.

## Sukcesy i odznaczenia

### Sukcesy klubowe
Juventus
- mistrz Włoch (4x): 1957/58, 1959/60, 1960/61, 1966/67
- zdobywca Pucharu Włoch (3x): 1958/59, 1959/60, 1964/65